# Comuna Perebudova, Nijîn
Perebudova (în ucraineană Перебудова) este o comună în raionul Nijîn, regiunea Cernihiv, Ucraina, formată din satele Perebudova (reședința), Poceciîne și Valentiiv.

## Demografie
Componența lingvistică a comunei Perebudova
     Ucraineană (99,53%)
     Alte limbi (0,47%)
Conform recensământului din 2001, majoritatea populației comunei Perebudova era vorbitoare de ucraineană (99,53%), existând în minoritate și vorbitori de alte limbi.